# Rui Oliveira Nunes
Rui Manuel Goucha de Oliveira Nunes (Luanda, 30 de agosto de 1962) é um empresário e apresentador de televisão português. É marido do mediático apresentador Manuel Luís Goucha. 

## Biografia
Rui Oliveira, nasceu em Luanda, Angola, no dia 30 de agosto de 1962 e é oriundo de uma família numerosa, com dez irmãos. A família veio  para Portugal quando o apresentador tinha apenas 11 anos, e nessa altura, chegou a fazer ballet ou ser presença no Parque Mayer.
Quando tinha 19 anos, decidiu emigrar sozinho para a Bélgica, onde começou a trabalhar como jardineiro de uma família ''muito abastada'' para a qual acabaria também por fazer alguns serviços de limpeza, até surgir a oportunidade de lavar pratos num restaurante. Nesse restaurante, dois anos mais tarde tornou-se chef e ganhava 300 contos por mês. Rui manteve-se na Bélgica até 1998, regressando nesse ano a Portugal.
Em 1999 numa noite de Santo António de Lisboa, deu de caras com Manuel Luís Goucha, numa festa organizada por amigos em comum, onde mais tarde começaram a namorar. Rui e Goucha casaram-se em 2018, quando já estavam juntos há cerca de 20 anos, numa cerimónia secreta e simples. Apesar de estar numa relação homossexual, outrora sempre se envolveu com mulheres. O casal vive numa quinta situada na aldeia de Fontanelas, concelho de Sintra. Os dois possuem a Herdade da Pesqueirinha, no Alentejo, perto de Monforte.  
Além de cuidar da casa e dos terrenos alentejanos que partilha com o marido, é empresário agrícola e criador de cavalos, numa entrevista feita por Carolina Patrocínio, na SIC Mulher, revelou que a venda destes animais pode chegar a um milhão de euros.
Em televisão foi uma presença assídua no matutino da TVI, Você na TV, apresentado pelo seu marido e por Cristina Ferreira. Em 2018 apresentou com Goucha o programa No Monte do Manel, na TVI. Entre 2021 e 2022, para o mesmo canal fez parte do programa das tardes Goucha, onde mostrava pratos de cozinha cozinhados por si durante o formato, na rubrica À Moda do Rui.
Em 2019, com a transferência de Cristina Ferreira da TVI para a SIC, crescem os rumores pela imprensa de que Rui Oliveira iria reforçar O Programa da Cristina, o que não chegou a acontecer, mantendo-se na TVI.
No dia 9 de março de 2023, foi anunciada a sua contratação para a CMTV, onde apresentou ao lado de Maya o programa ''cor-de-rosa" Noite das Estrelas, até 2024. O primeiro contrato do apresentador com o canal era de seis meses, e, em setembro do mesmo ano foi renovado devido aos excelentes resultados que o seu programa estava a obter.  Em janeiro de 2024, abandona o Noite das Estrelas, passando a apresentar as manhãs da estação, Manhãs CM, com Ágata Rodrigues.
Em 2023, juntamente com Manuel Luís Goucha, apresenta o seu novo livro À Moda do Rui, resultado de um ano de receitas que foram partilhadas pelo próprio no programa das tardes da TVI, apresentado por Manuel. 
Alguns dos maiores gostos de Oliveira Nunes são o fadoe a tauromaquia. 

## Televisão
| Ano             | Projeto            | Notas                                    | Canal |
| --------------- | ------------------ | ---------------------------------------- | ----- |
| 2018 - 2020     | Você na TV!        | Repórter esporádico                      | TVI   |
| 2018            | No Monte do Manel  | Participações especiais                  | TVI   |
| 2021 - 2022     | Goucha             | Apresentador da rubrica À Moda do Rui    | TVI   |
| 2023 - 2024     | Noite das Estrelas | Apresentador, ao lado de Maya            | CMTV  |
| 2024 - presente | Manhã CM           | Apresentador, ao lado de Ágata Rodrigues | CMTV  |

## Livros
- 2023: À Moda do Rui, com Manuel Luís Goucha